# Rio Pequeno (Santa Catarina)
O rio Pequeno é um rio brasileiro do estado de Santa Catarina. É um afluente do rio Braço do Norte.
Tendo a parte a ocupação indígena até mais de três séculos após o descobrimento do Brasil, sua região geográfica foi habitada por imigrantes europeus que estabeleceram-se na Colônia Grão Pará, a partir das duas últimas décadas do século XIX.